# Enclosurerörelsen
Enclosurerörelsen (ibland inclosurerörelsen) var en de jure juridisk process i England vilken konsoliderade små bitar av land till större gårdar vilken pågick från 1300-talet och framåt. Processen har också skett i Sverige (skiftesreform) och gemensamt är att tidigare hade landet varit ägt av folket som i Sverige kallades allmogen, men nu började godsherrar, precis som i England alltmer dominera. Allmogen, både här och där, blev successivt proletariserad.